# 劉早
劉早（1521年—？），字思舜，山東萊州府膠州人，軍籍，明朝政治人物。

## 生平
嘉靖二十八年（1549年）己酉科山東鄉試第四十六名舉人。嘉靖四十一年（1562年）中式壬戌科會試第一百四十四名，三甲第四十七名進士。授咸宁县知县。四十四年（1565年）十一月选授南京兵科给事中。

## 家族
曾祖劉福；祖父劉紀；父劉瑤，府司獄。母王氏。具慶下。
| 官衔          | 官衔                         | 官衔          |
| ------------- | ---------------------------- | ------------- |
| 前任： 劉永寧 | 明朝咸宁县知县 1562年—1565年 | 繼任： 董汝漢 |